# Guyuan
Guyuan (fil), tidigare stavat Kuyüan, är en stad på prefekturnivå i den huikinesiska autonoma regionen Ningxia i nordvästra Kina. Den ligger omkring 280 kilometer söder om regionhuvudstaden Yinchuan.
De kända Xumishangrottorna ligger
40 km nordväst om Guyuans centrum.

## Administrativ indelning
Guyuan indelas i ett stadsdistrikt och fyra härad:
- Stadsdistriktet Yuanzhou (原州区), 4 965 km², 490 000 invånare;
- Häradet Xiji (西吉县), 3 985 km², 460 000 invånare;
- Häradet Longde (隆德县), 1 269 km², 190 000 invånare;
- Häradet Jingyuan (泾源县), 961 km², 120 000 invånare;
- Häradet Pengyang (彭阳县), 3 241 km², 250 000 invånare.

## Klimat
Genomsnittlig årsnederbörd är 684 millimeter. Den regnigaste månaden är september, med i genomsnitt 148 mm nederbörd, och den torraste är december, med 1 mm nederbörd.